# This Ending
This Ending ist eine schwedische Death-Metal-Band aus Stockholm, die in dieser Zusammenstellung in den 1990er Jahren als A Canorous Quintet bekannt war.

## Geschichte
A Canorous Quintet wurde 1991 von Fredrik Andersson, Mårten Hansen und Linus Nirbrant gegründet und einige Zeit später von Leo Pignon und Jesper Löfgren komplettiert. Nach einem Demo, einer EP, zwei Alben und Konzerten u. a. mit At the Gates, Dissection, Edge of Sanity und Hypocrisy wurde A Canorous Quintet zugunsten anderer Bands auf Eis gelegt. Die Mitglieder blieben jedoch weiterhin in Kontakt.
Mårten Hansen sang danach bis zur jeweiligen Auflösung bei October Tide und Sins of Omission, später dann bei Votur. Jesper Löfgren, Fredrik Andersson und Linus Nirbrant gingen zu Guidance of Sin, Linus gründete mit Fredrik auch The Dead. Leo Pignon spielte erst bei Niden Div. 187. Nach deren Auflösung gründete er Curriculum Mortis gemeinsam mit Fredrik Andersson, der in der Zwischenzeit als Schlagzeuger von Amon Amarth bekannt geworden war.
Ende Dezember 2004 beschlossen die fünf unter dem Namen The Plague einen Neubeginn zu starten. Drei Lieder wurden für das Demo Let the World Burn aufgenommen und an das Label Metal Blade Records geschickt. Ein Plattenvertrag war die Folge. Aus rechtlichen Gründen wurde der Bandname in This Ending geändert und danach mit den Aufnahmen des Debütalbums begonnen. Am 1. Dezember 2006 erschien Inside the Machine, dessen Cover von Leo Pignon entworfen wurde. Im Januar 2009 folgte das zweite Album mit Namen Dead Harvest. 2014 verließen Gitarrist Leo Pignon und Bassist Jesper Löfgren die Band. Jesper Löfgren wurde durch Linus Pettersson ersetzt. Anfang 2016 unterschrieb die Band einen neuen Vertrag bei Apostasy Records und veröffentlichten im April ihr drittes Album Garden of Death. Kurze Zeit später wurde Peter Nagy (u. a. Mörk Gryning) als neuer Gitarrist bestätigt.

## Diskografie

### Als This Ending
- 2006: Let the World Burn (Demo, Offbeatstudio)
- 2006: Inside the Machine (Album, Metal Blade Records)
- 2009: Dead Harvest (Album, Metal Blade Records)
- 2012: Systematic Worship (EP, Metal Blade Records)
- 2016: Garden of Death (Album, Apostasy Records)

### Als A Canorous Quintet
- 1993: The Time of Autumn (Demo)
- 1995: As Tears (EP, Chaos Records, Produzent Dan Swanö)
- 1996: Silence of the World Beyond (Album, No Fashion Records, Produzent Peter Tägtgren)
- 1998: The Only Pure Hate (Album, No Fashion Records)